# Kent (Ohio)
Pour les articles homonymes, voir Kent (homonymie).
La ville américaine de Kent est située dans le comté de Portage, dans l'État de l'Ohio. La population de Kent a été estimée à 27 946 habitants en 2006. Kent est située au bord de la rivière Cuyahoga. L'université d'État de Kent est située dans cette ville.

## Source
- (en) Cet article est partiellement ou en totalité issu de l’article de Wikipédia en anglais intitulé « Kent, Ohio » (voir la liste des auteurs).